# Lyubov Sharmay
Lyubov Gončarova-Sharmay (en russe : Любовь Георгиевна Шармай), en français : Lioubov Gueorguievna Charmaï, née le 15 avril 1956 à Kharkiv, en RSS d'Ukraine, est une joueuse soviétique de basket-ball. Elle évolue durant sa carrière au poste d'ailière.

## Palmarès
- Championne olympique 1980
- Championne d'Europe 1978
- Championne d'Europe 1980